# Convoi ONS 5
Seconde Guerre mondiale
Le convoi ONS-5 est un convoi ON transatlantique allié durant la Seconde Guerre mondiale. La bataille autour de ce convoi en mai 1943 est vu comme un tournant dans la bataille de l'Atlantique. Le convoi se composait de 43 navires marchands et d'une escorte de 4 destroyers et de 4 vedettes rapides. Il se rendait au Canada pour charger du matériel militaire. Il subit les attaques de plus de 30 U-Boote allemands. Les deux parties eurent des pertes importantes mais ce fut un des derniers convois alliés à en subir d'aussi lourdes alors que les pertes de sous-marins allemands allaient devenir elles de plus en plus importantes. C'est pourquoi, cette attaque est vue comme le moment où l'avantage dans l'Atlantique passa du côté des Alliés et le début d'une période surnommée "Mai noir" dans la Kriegsmarine.

## La bataille de l’Atlantique
La bataille de l'Atlantique est l’un des plus longs épisodes de la seconde guerre mondiale. L’enjeu pour le troisième Reich est essentiel : le contrôle des couloirs maritimes entre le Royaume-Uni et les États-Unis.
Durant la bataille de l’Atlantique (1939-1943) les meutes de U-boote de l'Amiral Dönitz sèment le chaos parmi les convois marchands alliés dans l’Atlantique Nord. À la conférence de Casablanca en 1943, les deux grands, Roosevelt et Churchill, décident que pour ouvrir un second front en Europe de l'Ouest, il faut d’abord remporter la bataille de l’Atlantique.

L'amiral Britannique Max Horton est alors nommé à la tête de la flotte de l’Atlantique. Il installe son QG au port de Liverpool d’où il organise chaque convoi.
Devant la menace que représentent les U-Boote allemands, les Alliés mettent au point des technologies pour pouvoir garder le contact avec leurs convois et surtout pour améliorer l’efficacité des escortes. Ils mettent au point le radar centimétrique qui permet de repérer le périscope d’un sous-marin malgré la météo, ils déploient de grandes antennes sur les côtes qui permettent d’intercepter les transmissions des U-Boote. En outre, les Alliés étaient parvenus à capturer une machine Enigma, machine qui codait les messages allemands et à déchiffrer leurs codes.
À cela s'ajoutent les patrouilles de reconnaissance aérienne avec des avions à long rayon d’action comme le bombardier quadrimoteur américain B-24 « Libérateur » (2 000 km de rayon d’action). L’association de tous ces moyens de repérages était insuffisante : le « trou noir » de l’Atlantique désignait la zone dépourvue de protection aérienne alliée où sévissaient les groupes de combat d'U-Boote coulant les navires des convois alliés.
Karl Dönitz décide de changer le code de la machine Enigma, passant au code « Triton » que les Alliés ne réussirent pas à décoder.

## Le convoi ONS-5

### 22 avrilDépart
Le convoi quitte le port de Liverpool le 22 avril 1943, à destination du Canada pour y charger du matériel militaire. Il est considéré comme un convoi lent.
Le navire leader de l'escorte B7 était le destroyer de classe D HMS Duncan. Il était équipé d'un lanceur Hedge Hog, d'un équipement haute fréquence / radiogoniométrie et un radar de type 271. La frégate de classe River HMS Tay, les corvettes HMS Loosestrife, HMS Pink et HMS Snowflake, deux chalutiers de sauvetage le Northern Gem et le Northern Spray, plus un pétrolier, British Lady, composaient l'escorte.
Un deuxième destroyer HMS Vidette, commandé par le lieutenant Raymond S. Hart de la Royal Navy, était parti en avant pour récupérer deux cargos Bosworth, Gudvor et un Tanker de l'US Navy "Sapelo" d'Islande, ils devaient tous se retrouver au milieu de l'océan.
Les sous-marins en patrouille dans cette zone de l’Atlantique Nord opèrent en trois groupes : Specht, Amsel et Star. Huit jours après son départ, l’ONS-5 apprend que le QG de Horton est incapable de déchiffrer les codes « Triton » de la machine Enigma. Le convoi doit donc recourir aux méthodes traditionnelles de détection de sous-marins : le radar centimétrique et le sonar.

### 24 avril, Attaque des bombardiers alliés
L'après midi du 24 avril, au sud de l'Islande, un sous-marin allemand en chasse du convoi a été attaqué par un Boeing B-17 Flying Fortress du 206 Squadron, basé à Benbecula dans les Hébrides extérieures.
À 17 h 25 le même jour, l'un des membres de l'équipage du Duncan a aperçu le U-Boat entièrement émergé à 10 milles de là. Il s'agissait d'un sous-marin de type VII nouvellement mis en service, le U-710, lors de sa toute première patrouille, avec son capitaine, Oblt. z.s. Dietrich von Carlowitz nouveau à la bataille. Au lieu de plonger en catastrophe au premier signe d'approche d'un avion ennemi, il a ordonné que les canons AA juste à l'arrière de la tourelle soient équipés. Des coups de feu inexacts n'ont pas dissuadé le B-17 qui a lâché 6 grenades sous-marines à basse altitude, elles ont atteint le sous-marin à angle droit par rapport à sa route le condamnant à couler à la position 61° 25′ N, 19° 48′ O.

### 28 avril, les allemands trouvent le convoi
Le 28 avril à 09h00, l'un des membres de la meute Star, le U-650 à la surface a aperçu des "têtes de mât". L'Oblt.Z.S. Ernest von Witzendorff fait son rapport radio au BdU: "Convoi fumant à 8/10 milles marins, cap 270 degrés.". À 10 h 40, un deuxième U-Boat a fait surface à une courte distance du U-650, et le BdU a ordonné à la meute Star d'attaquer, sur la base du rapport du U-650.
Les HMS Duncan et Tay avaient capté cette transmission radio sur leur équipement HF/DF, donc Gretton savait maintenant que le convoi était suivi, mais il n'avait aucune idée du nombre de U-Boats dont lui et ses escortes auraient bientôt besoin de repousser. Ils ont donc fait appel au HMS Oribi du convoi SC127 pour renforcer le groupe d'escorte de Gretton. De plus, le groupe de soutien EG3, composé de 4 Destroyers avec le HMS Offa aux commandes, a reçu l'ordre de quitter Terre-Neuve à 15 nœuds pour rejoindre le convoi ONS5.

### 29 avril, attaque de la meute Star
Le 29 avril à 07h29 une torpille du U-258 explosa sur le bâbord du McKeesport ayant alors un trou ouvert au niveau de la cale n ° 1 qui était remplie de sable comme lest. Il s'est rapidement rempli d'eau de mer. Pendant encore 50 minutes, le cargo torpillé a maintenu sa position et la vitesse du convoi, mais avec sa salle des machines maintenant inondée, à 08h15 (8h15), il a commencé à couler et son capitaine a ordonné d’abandonner le navire. Il n'y a eu qu'un seul mort à bord, puis le Northern Gem a récupéré 43 marins et 25 membres du personnel naval, le HMS Tay a été commandé par Gretton pour se débarrasser du navire en train de couler, ce qu'il a fait en utilisant des grenades sous-marines faisant exploser un autre trou dans sa coque à la position 60° 52′ N, 34° 20′ O.
Pendant la nuit, des largages de charges ont été effectués, mais aucune attaque concertée de U-Boat n'a été effectuée sur ONS-5.

### 1 mai, le temps s'aggrave
Au 1er mai, le temps était alarmant, un coup de vent de force 10 soufflant directement sur le front du convoi, une avance à seulement une vitesse d'escargot pouvait être maintenue, les colonnes et les navires à l'intérieur se sont tous éloignés.
Un B-24 Liberator venant de Reykjavík a parcouru de nombreux kilomètres en agissant comme les yeux du commandant d'escorte localisant des navires de convoi dispersés jusqu'à 30 milles de lui. Le soir, le groupe de soutien du groupe d'escorte 3 composé des navires HM Offa, Penn, Panther et Impulsive avait rejoint le convoi à 20h40. Gretton en tant que commandant, se retrouvait maintenant junior au capitaine J. A. McCoy RN. du Offa, mais il a été nommé commandant d'escorte, et il a été soulagé de découvrir rapidement que son officier supérieur était amical et prêt à coopérer, lorsqu'il a demandé aux navires de McCoy de prendre position en tant qu'écran étendu.

### 3 mai, Gretton abandonne le commandement
La nuit du 2 mai est restée calme, Gretton s'inquiétait toujours de la baisse de son approvisionnement en carburant, il était encore trop difficile de faire le plein du British Lady et le temps n'était pas plus calme. Il lui restait juste assez de pétrole pour se rendre à Terre-Neuve à une vitesse économique, il envisagea de transférer son commandement à une autre escorte, mais le mauvais temps empêcha ce mouvement. A 16 h 00 Gretton a remis les fonctions d'escorte d'officier supérieur au capitaine de corvette Robert Sherwood Royal Navy Reserve du HMS Tay.
Gretton abandonna le commandement et se dirigea vers Saint-Jean de Terre-Neuve à seulement 8 nœuds. Cette nuit-là, et le lendemain matin, le 4 de mai, trois autres destroyers ont dû quitter leur support d'ONS 5 pour exactement la même raison, très peu de carburant restant. L'Impulsive est parti en Islande, le Panther et le Penn à Terre-Neuve, tous pour faire le plein.
Le fardeau du commandement pesait déjà lourdement sur Sherwood, il envoya Northern Gem avec son chargement de survivants de McKeesport à Terre-Neuve, mais la pénurie de carburant était un problème majeur à moins que le temps ne se relâche. A moins que le pétrole à bord de l'USS Argon ne devienne disponible, il devrait se détacher des deux destroyers Offa et Oribi d'ici le mercredi 5 mai au matin. De plus l'équipement ASDIC de Tay était en panne et a été déclaré irréparable.
Pour combler certaines des lacunes dans les défenses du convoi, De Liverpool, Horton envoie du renfort depuis le Canada. Le premier groupe d'escorte à Saint-Jean de Terre-Neuve, HMS Ships Wear, Jed et Spray, toutes les frégates de la classe River, ainsi qu'un ex-US Coastguard Lake Class Cutter, maintenant renommé HMS Sennen ont reçu l'ordre de : "Procédez à la meilleure vitesse à travers 47 degrés nord, 47 degrés ouest, et de là pour renforcer ONS-5."

### 4 mai, mise en ordre de bataille
Le temps s'est enfin quelque peu amélioré, le vent a baissé et la mer s'est calmée, la vitesse du convoi s'est accélérée jusqu'à 6 nœuds, ONS 5 a traversé le Cap du Groenland. Mais, malgré un certain optimisme, Sherwood a eu des interceptions radio des U-Boats, que ce soit les mêmes anciens ennemis ou de nouveaux d'un autre groupe d'attente étaient en contact avec ONS 5 sur son bâbord.
Après que les U-Boats de la ligne Grappe Star n'aient pas réussi à faire de véritables ravages sur les navires composant ONS 5, l'amiral Donitz s'organisait pour combiner les 13 bateaux de Star avec ceux de la ligne de patrouille ouest Specht. Le 3 mai à 18h00 31 sous-marins étaient à l'aguet
En plus de la ligne de patrouille qui vient d'être mise en place, BdU a également ordonné la pose d'un autre piège : la Meute Amsel, plus au sud, en quatre groupes chacun de cinq bateaux, sauf le groupe 1, qui avait 6 bateaux.
Un nombre incroyable de 48 U-Boats attendaient pour piéger l'ONS 5, ils étaient étalés sur 382 milles marins avec environ 14,7 milles entre chaque sous-marin, une telle concentration ne pouvait pas manquer ce convoi en direction de l'ouest.
Les sous-groupes I et II les plus au nord ont reçu l'ordre de se diriger vers le nord et de rejoindre cette ligne de patrouille, donc dans la nuit du 4 mai, 41 sous-marins étaient massés, le plus grand groupe jamais organisé autour d'un seul convoi.
Alerté par les radars, Sherwood installe ses défenses : Les deux destroyers Offa et Oribi bien en avant, un sur chaque proue du convoi. Pink en charge de 4 traînards éloignés du groupe principal a finalement été acheminé séparément. Sherwood du Tay , a pris position sur bâbord, Vidette la proue tribord, Sunflower la proue bâbord, Loosestrife à tribord et le chalutier de sauvetage Northern Spray a été affecté à tribord. Dans l'ensemble, une défense plutôt pitoyable et maigre contre la puissance des U-Boats qui s'opposaient à eux.
L'un des U-Boats en route pour rejoindre la meute se trouvait à environ 30 milles à l'arrière du convoi, lorsqu'un avion Catalina de Gander Terre-Neuve, piloté par le chef d'escadron Barry Moffitt de Toronto, l'a repérée sur son radar, à environ 7 milles de distance. Le sous-marin a entièrement fait surface, a été attaqué juste au moment où il commençait à plonger, des grenades sous-marines ont été envoyées sur le U-209 qui n'a pas survécu.
Un deuxième Catalina a attaqué le U-438 à la charge de profondeur, également attrapé la surface, mais cette fois le bateau a survécu.

### 5 mai, trou noir et attaque de la meute
Le soir du 4 mai 1943, alors que le convoi se situe dans le « trou noir », un U-Boot du groupe Amsel repère un navire du convoi et le prend en chasse tout en avertissant le reste de la meute par radio. Le groupe Amsel poursuit le convoi jusqu'à la nuit tombée. Dans la nuit du 5 au 6, l’ONS-5 est encerclé par les trois « meutes de loups » (Amsel a été rejoint par Specht et Star). Ils lancent 25 attaques en 8 heures et coulent 5 navires marchands et 2 vedettes rapides.
Le premier contact dans la nuit du 4 au 5 mai a été établi par Kptlt Ulrich Folkers dans son Type IXC U-125, il a coulé le navire marchand Lorient de 4 735 tonneaux, pas de survivants, pas de débris.
Le U-707 a été le suivant à prendre l'offensive, à 21 h 53 (21 h 53), il a plongé devant le convoi, son commandant notant deux destroyers devant ONS 5, dont un aussi proche que 1 000 mètres, tout à coup ce sous-marin a été attaqué par le  HMS Tay avec 8 grenades sous-marines tombant tout autour, une fois le convoi passé, le U-707 fit surface et lança un coup d'éventail de torpilles à courte portée de 1 500 mètres. La cible, le cargo de 4 635 tonnes North Britain, un traînard, à quelques milles à l'arrière du groupe principal fut coulé en 69 secondes à la position 55° 08′ N, 42° 43′ O.
C'était maintenant au tour du U-628 resté en surface, s'est faufilé sans être vu devant les escortes pour lancer des torpilles à une distance comprise entre 4 et 5 000 mètres sur 5 cibles différentes. Le capitaine Hasenschar du U-628 était plutôt trop optimiste quant à ses résultats. En fait, sa ruée de torpilles ne fit qu'une seule victime, le SS Harbury de 5 081 tonnes, rempli de plus de 6 000 tonnes de charbon à la position 55° 01′ N, 42° 59′ O.
Maintenant, Kptlt. Hartwig Looks, dans son U-264, a marqué des coups sûrs sur deux navires, l'American West Maximus de 5 561 tonnes à la position 55° 10′ N, 43° 00′ O et le britannique de 4 586 tonnes Harperley, un frère du Harbury. Le Harperley après avoir été touché à bâbord par deux torpilles du U-264 a été abandonné, en 15 minutes à la position 55° 00′ N, 42° 58′ O.
Bien que cinq navires aient été perdus au profit des U-Boats, Sherwood et ses escortes étaient en train d'essayer de combattre leur ennemi. À 22 h 47 (22 h 47), le Tay avait établi un contact ASDIC à seulement 400 mètres, il a immédiatement lâché une attaque de charge de profondeur qui n'a pas porté ses fruits. Sherwood était préoccupé par le fait que de nombreux faux-échos étaient signalés et a conclu à tort que cette attaque avait été menée sur un de ces échos, mais c'était le U-707 qu'il avait trouvé, en sortant indemne.
à 00H20, le lieutenant Raymond Hart du Vidette, capta un bip avec son radar de type 271 réglé à 5 000 mètres à l'avant tribord du convoi. Ce contact était à 3 600 mètres au relèvement de 205 degrés, il a poussé Vidette jusqu'à 22 nœuds et s'est précipité le long du relèvement pour apercevoir un U-Boat en surface cinq minutes plus tard, à seulement 700 mètres de distance, le sous-marin a plongé, à 00H30 et le Vidette a largué un modèle de charge de 14 réglé sur peu profond. C'était U-514 et Kptlt. Hans-Jurgen Auffermann a été contraint de signaler à sa base que cette attaque a mis son périscope fixe hors de combat, et a tellement endommagé son tube d'étambot tribord que son commandement a été empêché de participer davantage aux attaques contre ONS 5.
à 00h50 un autre contact radar est entré, portant 285 degrés à 3 600 mètres, au large du Vidette, jusqu'à ce relèvement, un autre bateau a été aperçu, c'était le U-662, sous le commandement de Kptlt. Heinrich Muller, mais à 1 000 mètres. Hart a essayé de percuter et a ouvert le feu avec ses canons de 20 mm Oerlikon, le U-Boat a plongé, avec le Vidette larguant ses charges à seulement 80 mètres. Le U-662 s'est échappé, mais cette attaque a secoué un autre bateau à proximité, le U-732 qui portait déjà des dommages d'une rencontre précédente, a été contraint de quitter les lieux et de rentrer chez lui à Brest.
La corvette Snowflake obtient rapidement un contact radar portant à 175 degrés, à 3 400 mètres. En descendant ce relèvement, à 2 000 mètres de là, le bruit du diesel à grande vitesse a été capté par l'effet hydrophone, mais le Snowflake était trop lent, et Chesterman a signalé "Poursuivons U-Boat, incapable de dépasser". Sherwood a transmis ce message au capitaine McCoy du Offa, il a dit au Oribi d'aller à l'aide du Snowflake, mais maintenant la corvette gagnait sur le U-Boat, qui n'aurait pas pu utiliser sa meilleure vitesse de surface, Snowflake a tiré 4 obus, et Oribi, venant de l'arrière, a également rejoint.
À 03 h 59, le U-270 avait plongé et une charge réglée à 100 pieds a été envoyé. L'Oribi a maintenant repris la chasse et a déclenché deux charges sans voir aucun résultat, donc à 05h54 (5h44), il a abandonné, ignorant totalement que sa première attaque avait causé de lourds dégâts à Oblt.z.S Paul Otto. U-270. Son bateau avait été envoyé vers le fond marin avec une gîte descendante de 20 degrés, et ce n'est qu'en utilisant ses moteurs électriques à pleine marche arrière d'urgence que le capitaine a pu ralentir la descente de son bateau mais avec des fissures dans la coque avant, il était maintenant hors de combat.
Kptlt. Rolf Manke en surface dans son U-358, à 01h44 a pu remarquer clairement plusieurs navires depuis son pont, leur cap à 200 degrés, un navire s'est arrêté pour récupérer des survivants. A l'aide d'un coup d'éventail, il vise sa cible à seulement 1 500 mètres. Deux explosions en résultèrent bientôt, le navire SS Bristol City se brisa en deux, et coula rapidement. Contre la cible suivante, une seule torpille fut tirée, et frappa bientôt le SS Wentworth de 5 512 tonnes. Le convoi ONS 5 dans l'obscurité qui s'est installé le 4/5 mai avait perdu 7 navires, il aurait bien pu être beaucoup plus avec 36 sous-marins alignés contre eux.
Par radio, Dönitz ordonne d’anéantir le convoi pour porter un coup fatal à l’Angleterre et pour la forcer à capituler. Les U-Boote préparent l’attaque ultime.
À la lumière du matin du 5 mai, Sherwood avait ses navires dans leurs stations de jour. Le convoi est descendu à 26 navires, 7 comme indiqué ont déjà coulé et certains ont été détournés. Ils étaient répartis sur 10 colonnes, suivant un cap de 202 degrés à une vitesse de 7,5 nœuds. Pendant la journée, les Offa, Tay et Oribi ont tous réussi à faire le plein depuis le British Lady, une tentative antérieure d'utiliser l'Argon, s'est avérée avortée. Les contacts de jour HF/DF ont montré que le convoi était toujours entouré de U-Boats, et des interceptions ultérieures ont prouvé que les U-Boats, 638, 584, 438, 531, 264, 260 et 378 étaient toujours en contact avec l'ONS 5.
À 10 h 10 (10 h 10), Oribi a reçu l'ordre de poursuivre un relèvement de première classe à 155 degrés, à une distance de 12 milles, presque à 11 h 00 il a aperçu la brume de fumée de diesel, puis une tourelle, elle a rapidement accéléré jusqu'à 30 nœuds, et a vu deux autres sous-marins presque alignés avec le premier aperçu. Prenant conscience de l'approche rapide du destroyer, les trois sous-marins ont plongé.
Un contact ASDIC définitif a été obtenu à 800 mètres, maintenant, sur un certain temps, Oribi a effectué trois attaques de charge, toutes avec des résultats négatifs. D'après les archives, Oribi avait été en contact avec quatre U-Boats, U-223, U-231, U-621 et U-634. Vidette sur la proue tribord du convoi avait également un après-midi chargé, acquérant un contact ASDIC à 15 h 42 (15 h 42) et délivrant un modèle de courant continu de 5 charges réglé pour exploser à 100 pieds.
Bien que les escortes fassent un travail formidable, elles étaient trop dispersées. Le M.V. Dolius, un navire Blue Funnel de 5 507 tonnes menant la 2e. colonne a été torpillé à la position de 54° 00′ N, 43° 35′ O, cette attaque attribuée à Kltlt. Oskar Staudenger du U-638. Le Sunflower et l'Offa ont chassé, obtenant un contact ASDIC au milieu du convoi, le navire U-638 s'est laissé déchirer avec un schéma de 10 charges réglées à 150 pieds à la position 54° 12′ N, 44° 05′ O, le premier véritable naufrage par l'une des escortes rapprochées du convoi.
Quatre retardataires mis en déroute séparément avec la Corvette Pink, ayant été détachés du groupe principal de navires depuis le 4 mai, se trouvaient à environ 80 milles derrière le convoi principal. Le lieutenant Robert Atkinson, le capitaine deu Pink, le 5 mai à 11 h 54 alors qu'il zigzaguait devant ses charges, un écho très positif a été détecté par l'ASDIC, à une distance de 2 200 mètres. Bien que le niveau de carburant restant dans Pink soit un problème et que la vitesse supplémentaire nécessaire pour une attaque morde dans n'importe quelle réserve, Atkinson n'a pas hésité. Il a attaqué avec un largage de 3 charges, en reprenant le contact après avoir passé sa cible, il a suivi un schéma de 10 charges.
Le contact a été rétabli et un autre modèle de 10 charges a été envoyé, réglé à 250 et 385 pieds (une grenade sous-marine a la possibilité de prérégler la profondeur à laquelle elle explosera juste avant le tir) Le contact a été maintenu et une quatrième attaque a été effectuée, cette dernière série de charges était programmée pour exploser à 350 et 550 pieds.
Trois grosses bulles ont éclaté à la surface à environ 500 mètres à l'arrière, aucune preuve de débris provenant d'un bateau en train de se briser. Le Hedge Hog a été tiré, mais les 24 projectiles ont explosé en frappant l'eau (cette arme est uniquement conçue pour que les projectiles explosent sur impact avec un sous-marin, confirmant ainsi un coup réel, un autre dysfonctionnement).
Les quatre charges d'Atkinson étaient à une certaine distance sans aucune protection, mais il a décidé de risquer une dernière attaque, 8 charges légères à 350 et 550 pieds, et deux avec leur profondeur fixée à 700 pieds ont été libérés, Atkinson a maintenu son navire à environ 1 500 mètres pour écouter tout signe du U-Boat. Il a abandonné la chasse et a tracé une route pour récupérer son convoi. Après 14 minutes supplémentaires, le Pink a entendu une puissante explosion sous l'eau, Atkinson était certain que c'était le bruit d'un U-Boat en train de se détruire. L'Amirauté lui a donné le crédit d'un "probablement coulé", et a supposé qu'il s'agissait du U-192, des preuves ultérieures semblent indiquer que le bateau de Manke, le U-358 avait été sévèrement touché.
Lorsque Pink eut 3 milles à parcourir pour regagner ses 4 navires, qui étaient passés à 5, alors qu'un autre traînard SS Yearby les rejoignait, Atkinson a soudainement pris conscience qu'il était resté trop longtemps à chasser son U-Boat. Le cargo américain West Madaket, a été torpillé à la position 54° 47′ N, 44° 12′ O mais tout son équipage a survécu. Le Kptlt. Joackim Ducke dans le U-584 en était responsable. Pour aider le navire marchand à couler, Atkinson a tiré deux grenades sous-marines de ses lanceurs tribord.
Le U-266 a tiré 4 torpilles à 19 h 50 le soir du 5 mai, et a touché 3 navires, qui ont tous coulé. Le Selvistan de 5 136 tonnes, coula en 2 minutes et le Gharinda de 5 306 tonnes à la position de 53° 10′ N, 44° 40′ O, tout l'équipage de 92 personnes fut ramassé, ces deux navires étaient britanniques, le troisième était le Norvégien Bonde, de seulement 1 750 tonnes, le bébé de ce convoi à la position de 53° 28′ N, 44° 20′ O, le Tay a trouvé seulement 12 hommes de son équipage de 38.

### 6 mai, contre-attaque des escortes
Au lendemain de ces 3 pertes, l'escorte endommage le U-266, qui est contraint de sortir de la ligne d'attaque pour effectuer des réparations, il a été coulé par un avion le 15 mai.
Soudain la situation change du tout au tout le 6 mai 1943. Un épais brouillard tombe sur l’Atlantique Nord, ce qui empêche les U-Boots d’attaquer. De plus, les escortes arrivent, repèrent quelques U-Boote en surface et les coulent à la grenade sous-marine.
Entre 22h52 du 5 mai et 9h47 du 6 mai, 24 autres tentatives ont été faites pour attaquer ce convoi. le brouillard dense qui s'est formé a aidé l'escorte, mais ils ont repoussé toutes ces attaques et coulé 4 U-Boats.
Le Vidette toucha le U-531 du Kptlt. Herbet Nickel, sa deuxième victime à la position 52° 48′ N, 45° 18′ O, le lieutenant Stonehouse du Loosestrife a coulé le U-192 du Oblt.z.S Werner Happe à la position 53° 06′ N, 45° 02′ O, et L'Oribi a percuté le U-125 en surface, de sorte qu'il ne pouvait plus plonger, et a appelé à l'aide de ses camarades, en tout, six ont répondu qu'ils étaient en route pour aider, BdU en a maintenant envoyé quatre pour l'aider, mais bien qu'ils l'aient recherché jusqu'au matin du 7 mai, tous n'ont réussi à établir aucun contact. La corvette HMS Snowflake le coule effectivement le 6 mai au canon à la position 52° 30′ N, 45° 20′ O.
C'était maintenant au tour du Offa, un contact radar était illuminé avec son projecteur de 20 pouces, à seulement 100 mètres, un U-Boat de type VII C gris clair, les Oerlikons de 20 mm ont ouvert le feu, le sous-marin a plongé, c'était le U-223, qui a survécu aux grenades sous-marines qui ont suivi, pour être percuté le 11 mai par le destroyer HMS Hesperus, survivant à nouveau, mais succombant finalement à 4 navires britanniques le 30 Mars 1944 vers Palerme.
Avec le lever du jour le 6 mai, les navires du First Escort Support Group EG1, le sloop Pelican, les frégates Wear, Zed et Spey rejoignent le convoi ONS 5, et le cotre Sennen était sur le point de rejoindre le Pink pour le soutenir.
Le Pelican a pris contact avec le sous-marin en surface U-438, qui a plongé et a été attaqué avec des grenades sous-marines puis a finalement coulé à la position 52° 00′ N, 45° 10′ O. Bien que d'autres attaques aient été lancées, toutes ont été repoussées et Donitz a finalement admis sa défaite et a ordonné à tous ses bateaux d'interrompre les opérations.
Sur le chemin du retour le U-209, précédemment endommagé par un Catalina le 5 mai, a coulé, probablement le 7 mai.
Le 6 mai 1943, qui aurait pu être une victoire éclatante pour les Allemands se révèle une défaite cuisante : sept U-Boote ont coulé, sept autres sont endommagés, dont certains sombreront avant d’arriver à leur base.

L'ONS-5 perd douze navires (63 000 tonneaux).

## Pertes

### Bâtiments alliés perdus
| Date          | Nom           | Nationalité | Nb de victimes | Tonnage | Coulé par |
| ------------- | ------------- | ----------- | -------------- | ------- | --------- |
| 29 avril 1943 | McKeesport    | États-Unis  | 1              | 6 198   | U-258     |
| 4 mai 1943    | Lorient       | Royaume-Uni | 46             | 4 737   | U-125     |
| 4 mai 1943    | North Britain | Royaume-Uni | 35             | 4 635   | U-707     |
| 5 mai 1943    | Harbury       | Royaume-Uni | 7              | 5 081   | U-628     |
| 5 mai 1943    | West Maximus  | États-Unis  | 5              | 5 561   | U-264     |
| 5 mai 1943    | Harperley     | Royaume-Uni | 11             | 4 586   | U-264     |
| 5 mai 1943    | Bristol City  | Royaume-Uni | 15             | 2 864   | U-358     |
| 5 mai 1943    | Wentworth     | Royaume-Uni | 5              | 5 212   | U-358     |
| 5 mai 1943    | Dolius        | Royaume-Uni | 4              | 5 507   | U-638     |
| 5 mai 1943    | West Makadet  | États-Unis  | 0              | 5 565   | U-584     |
| 5 mai 1943    | Selvistan     | Royaume-Uni | 6              | 5 136   | U-266     |
| 5 mai 1943    | Gharinda      | Royaume-Uni | 0              | 5 306   | U-266     |
| 5 mai 1943    | Bonde         | Norvège     | 5              | 1 570   | U-266     |

### U-boote coulés
| Date       | Numéro | Type   | Capitaine        | Nb de victimes | Coulé par                                           |
| ---------- | ------ | ------ | ---------------- | -------------- | --------------------------------------------------- |
| 4 mai 1943 | U-209  | VIIC   | Heinrich Brodda  | 46             | Consolidated PBY Catalina du 5eme escadron de l'ARC |
| 5 mai 1943 | U-638  | VIIC   | Oskar Staudinger | 44             | HMS Sunflower                                       |
| 5 mai 1943 | U-531  | IXC/40 | Herbert Neckel   | 54             | HMS Vidette                                         |
| 6 mai 1943 | U-192  | IXC/40 | Werner Happe     | 55             | HMS Loosestrife                                     |
| 6 mai 1943 | U-125  | IXC    | Ulrich Folkers   | 54             | HMS Oribi, HMS Snowflake                            |
| 6 mai 1943 | U-630  | VIIC   | Werner Winkler   | 47             | HMS Vidette                                         |
| 6 mai 1943 | U-438  | VIIC   | Heinrich Hensohn | 48             | HMS Pelican                                         |